# 557 Violetta
Violetta (asteroide 557) é um asteroide da cintura principal, a 2,19503 UA. Possui uma excentricidade de 0,1011379 e um período orbital de 1 393,83 dias (3,82 anos).
Violetta tem uma velocidade orbital média de 19,05983038 km/s e uma inclinação de 2,49605º.
Esse asteroide foi descoberto em 26 de Janeiro de 1905 por Max Wolf.